# Bridgitte Hartley
Bridgitte Ellen Hartley (* 14. Juli 1983 in Sandton) ist eine südafrikanische Kanutin.

## Karriere
Bridgitte Hartley nahm dreimal an Olympischen Spielen teil. Ihr Olympiadebüt 2008 in Peking bestritt sie mit Michele Eray im Zweier-Kajak über 500 Meter. Mit einer Rennzeit von 1:47,341 Sekunden qualifizierten sie sich als letztes Duo für das Halbfinale, das sie in 1:47,018 Minuten auf dem achten Platz beendeten und ausschieden. Vier Jahre darauf ging sie in London im Einer-Kajak an den Start, ebenfalls auf der 500-Meter-Distanz. Als Zweite ihres Vorlaufs zog sie in die Halbfinalläufe ein und gewann ihren Lauf in 1:51,286 Minuten. Im Finale war sie mit 1:52,923 Minuten zwar langsamer, sicherte sich damit aber dennoch den Gewinn der Bronzemedaille hinter der Ungarin Danuta Kozák und Inna Ossypenko-Radomska aus der Ukraine. Ihr Rückstand auf Ossypenko-Radomska betrug 24 Hundertstel Sekunden, während sie auf die viertplatzierte Schwedin Sofia Paldanius 27 Hundertstel Sekunden Vorsprung hatte. Bei den Olympischen Spielen 2016 in Rio de Janeiro trat Hartley erstmals in zwei Disziplinen im Einer-Kajak an. Sowohl auf der 200-Meter-Strecke als auch auf der 500-Meter-Distanz erreichte sie das Halbfinale, qualifizierte sich aber jeweils nur für das B-Finale. Über 200 Meter belegte sie nach der fünftschnellsten Laufzeit den 13. Gesamtrang im Wettbewerb. Beim Rennen über 500 Meter kam sie dagegen nicht über den achten und damit letzten Platz des Laufes hinaus und schloss den Wettbewerb auf Gesamtrang 16 ab.
Bei Weltmeisterschaften gelangen Hartley im Einer-Kajak drei Medaillengewinne. Ihren ersten Erfolg erzielte sie bereits 2009 in Dartmouth, als sie über 1000 Meter den dritten Rang belegte. Eine weitere Bronzemedaille gewann sie 2014 in Moskau auf der 500-Meter-Strecke. 2018 folgte in Montemor-o-Velho wiederum auf der 1000-Meter-Distanz der dritte Gewinn von Bronze. Weitaus erfolgreicher war Hartley bei Afrikaspielen. 2011 gewann sie in Maputo gleich drei Goldmedaillen: sie siegte im Einer-Kajak auf der 200- und der 500-Meter-Strecke sowie im Zweier-Kajak über 500 Meter. Auch 2019 sicherte sie sich in Rabat drei Medaillen. Im Zweier-Kajak belegte sie auf der 200-Meter-Sprintdistanz den dritten Platz und gewann die Konkurrenz auf der 500-Meter-Strecke. Ihre fünfte Goldmedaille bei Afrikaspielen gewann sie mit dem Vierer-Kajak über 500 Meter.